# Langenhain (Waltershausen)
Langenhain ist ein Ortsteil der Stadt Waltershausen im Landkreis Gotha in Thüringen mit etwa 900 Einwohnern.

## Geografie und Verkehr
Langenhain liegt am Nordrand des Thüringer Waldes, etwa zwei Kilometer westlich von Waltershausen sowie rund 15 Kilometer südwestlich von Gotha und 20 Kilometer südöstlich von Eisenach. Langenhain ist ursprünglich ein Straßendorf, das sich etwa 1,5 Kilometer entlang der heutigen Lauchaer Straße entlang zieht. In der Mitte der Straße verläuft in einem künstlichen Flussbett die Laucha, ein Bach der am Rennsteig entspringt und der Hörsel zufließt. Langenhain liegt in etwa 340 Metern Höhe, wobei das Gelände westlich des Lauchatals zum 430 Meter hohen Tränksberg und östlich zum 451 Meter hohen Striemelsberg ansteigt. Während die Berge bewaldet sind, ist der breite Talgrund dazwischen landwirtschaftliche Nutzfläche. Nachbarorte sind neben Waltershausen im Osten auch Laucha im Norden, Schwarzhausen im Westen und Tabarz im Süden.
Langenhain verfügt über eine Umgehungsstraße, die östlich am Dorf vorbeiführt und die Bundesautobahn 4 im Norden mit Tabarz im Süden verbindet. Südlich des Ortes verläuft die Bundesstraße 88 von Eisenach nach Ilmenau. Eine Verbindungsstraße führt darüber hinaus von Langenhain nach Waltershausen. An den öffentlichen Personennahverkehr ist Langenhain mit Busverbindungen angebunden. Die nächsten Bahnhöfe befinden sich in Waltershausen und etwa sieben Kilometer nördlich in Mechterstädt (Strecke Erfurt–Gotha–Eisenach), außerdem besteht in Tabarz und Waltershausen eine Anbindung ans Straßenbahnnetz der Thüringerwaldbahn. Über eigene Gewerbeansiedlungen verfügt Langenhain nicht, jedoch bieten die nahe gelegenen Industriebetriebe Waltershausens und Gesundheitseinrichtungen in Tabarz zahlreiche Arbeitsplätze.

## Geschichte und Kultur
Langenhain ist eine Rodungssiedlung des mittelalterlichen Landesausbaus und entstand im 13. Jahrhundert. Erstmals urkundlich erwähnt wurde der Ort 1286. In seiner Gründungszeit lag das Dorf in einem der Machtzentren der Ludowinger, deren Machtzentrum und Herkunftsort beim Kloster Reinhardsbrunn in der unmittelbaren Umgebung lag. Später, besonders unter den Ludowingern folgenden Wettinern, verlagerte sich das Herrschaftszentrum stärker nach Gotha, sodass Langenhain bis zum Ende der Monarchie in Deutschland zum Herzogtum Sachsen-Gotha (bis 1858 zu dessen Amt Tenneberg) gehörte. Am 1. Juli 1950 folgte die Eingemeindung in die Stadt Waltershausen.
Vom 1. bis 3. Juli 2011 beging der Ort seine 725-Jahr-Feier, u. a. mit der Neueröffnung der Heimatstube. Um das kulturelle Leben des Dorfes kümmern sich neben dem Ortschaftsrat und der Kirchgemeinde der Langenhainer Heimatverein, der Feuerwehrverein und der Rassegeflügelzuchtverein.

### Dorfkirche St. Maria Magdalena

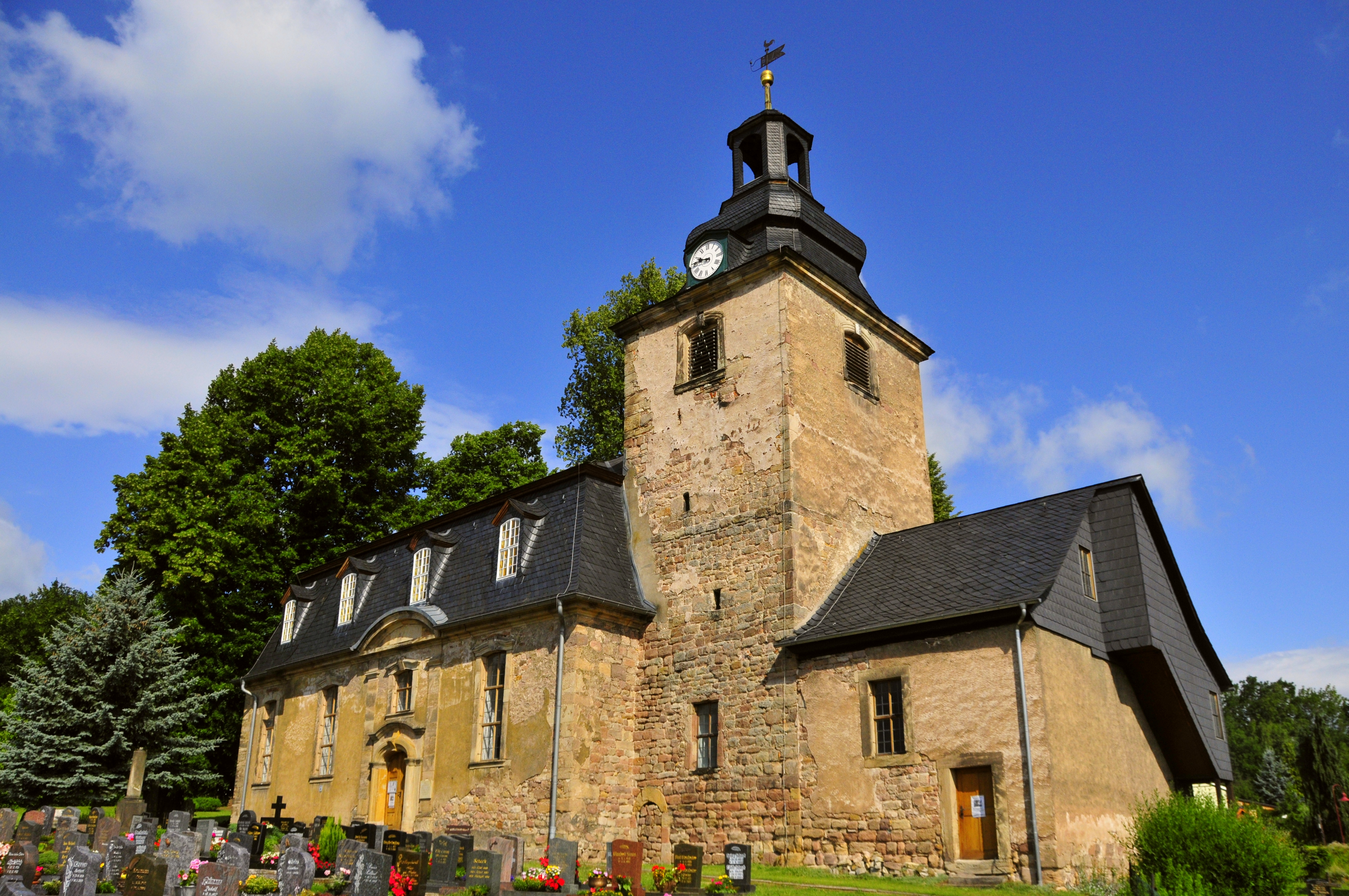
Dorfkirche St. Maria Magdalena

Das Ortsinnere ist geprägt durch die Dorfkirche St. Maria-Magdalena, die auf einem Hügel über dem Dorf thront.